# Zygoballus electus
Zygoballus electus là một loài nhện trong họ Salticidae.
Loài này thuộc chi Zygoballus. Zygoballus electus được Arthur Merton Chickering miêu tả năm 1946.

## Hình ảnh

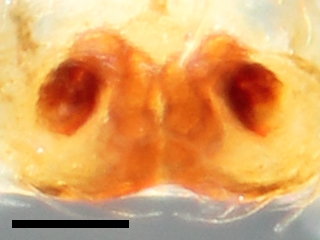
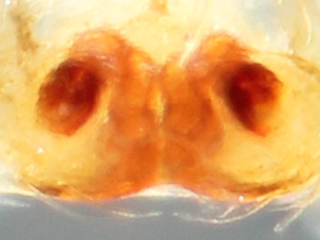
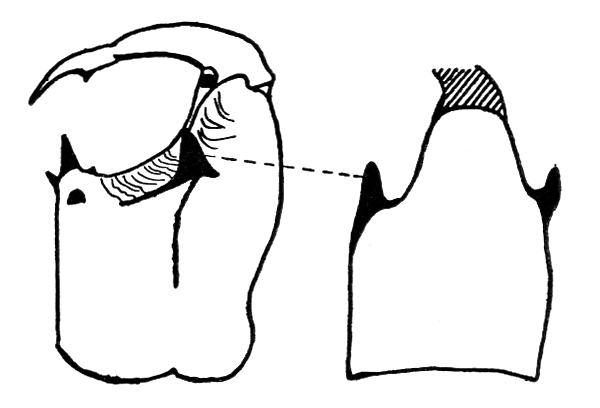
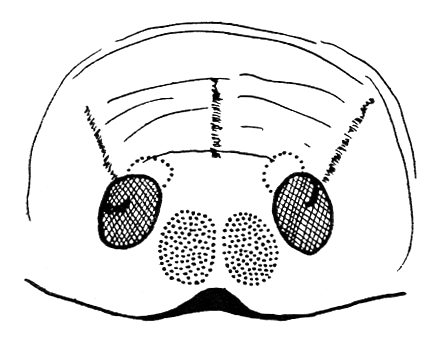